# Boulder (Montana)
Boulder é uma cidade  localizada no estado americano de Montana, no Condado de Jefferson.

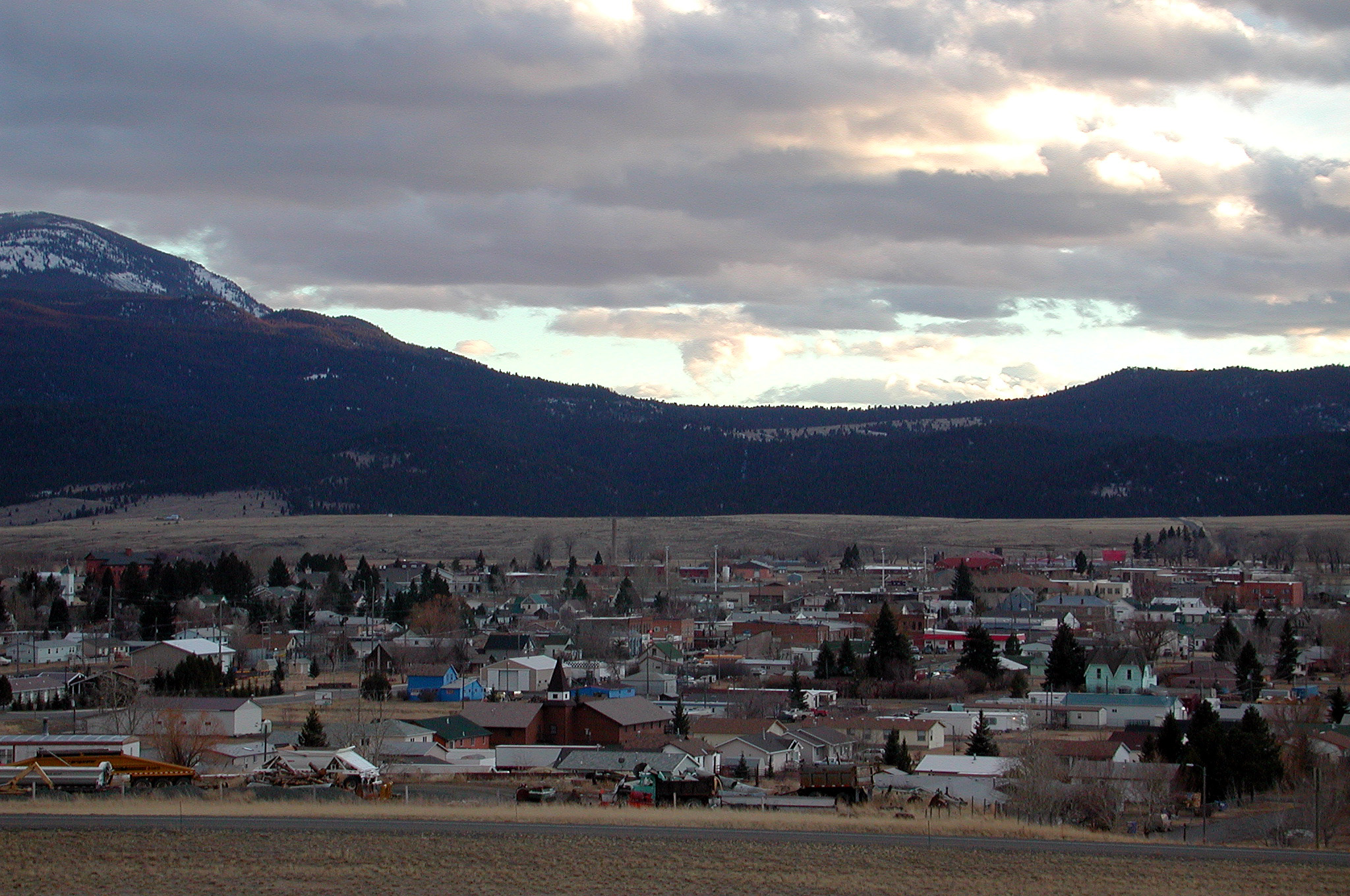
Vista de Boulder, a partir da Interestadual 15

## Demografia
Segundo o censo americano de 2000, a sua população era de 1300 habitantes. 
Em 2006, foi estimada uma população de 1445, um aumento de 145 (11.2%).

## Geografia
De acordo com o United States Census Bureau tem uma área de 
2,9 km², dos quais 2,9 km² cobertos por terra e 0,0 km² cobertos por água.

## Localidades na vizinhança
O diagrama seguinte representa as localidades num raio de 40 km ao redor de Boulder. 